# Штеппа, Константин Феодосьевич
Константи́н Феодо́сьевич Ште́ппа (укр. Костянти́н (Кость) Теодо́сійович Ште́па; 3 (15) декабря 1896, Лохвица, Полтавская губерния, Российская империя — 19 ноября 1958, Нью-Йорк, США) — украинский историк, ученик Михаила Грушевского, коллаборационист. Во время Гражданской войны выступал на стороне белых, однако в 1919 году оказался в плену и сумел скрыть свое прошлое. При советской власти с 1938 года до Великой Отечественной войны — профессор, декан Нежинского ИНО, зав. отдела народного просвещения при Киевском университете, в дальнейшем — его ректор во время немецкой оккупации (1941).

## Биография
Родился в семье православного священника немецкого происхождения и дочери полтавского помещика. Имел двух братьев. Один из братьев, Николай, был поручиком Уфимского полка, погиб в 1916 г.
Окончил Полтавскую духовную семинарию, где учился в 1910—1914 годах и под влиянием В. А. Пархоменко увлёкся историей, затем поступил на историко-филологический факультет Петроградского университета, учился у М. И. Ростовцева.
В 1916 году перешёл в военное училище и затем в звании прапорщика попал в 1-й гвардейский полк.
Участник Первой мировой войны, был дважды ранен.
В годы Гражданской войны в 1919-20 гг. в рядах Белой армии, капитан, раненым попал в плен при отступлении Врангеля от Перекопа. В госпитале Штеппе удалось получить новые документы на фамилию Штепа и начать таким образом «новую» жизнь.
В 1921 году переехал в Нежин, где со следующего года продолжил образование в Нежинском ИНО аспирантом профессоров Семёнова и Турцевича, в 1924 году защитил посвящённую демонологии работу и с того же года сотрудник там же, с 1927 года профессор, в 1926-27(8?) гг. декан. Возглавлял Нежинский музей им. Гоголя. Осенью 1927 года в Одессе на кафедре украинской литературы защитил докторскую диссертацию и получил степень доктора истории европейской культуры. Его указывают первым получившим докторскую степень европейской культуры в Советской Украине и единственным в СССР доктором наук из провинциального научного центра. С того же времени начал сотрудничать с М. Грушевским.
С 1930 года в Киеве, преподаватель Института профобразования (возникший на базе расформированного Киевского университета). Заведовал кафедрой истории древнего мира и средних веков Киевского университета, позднее декан исторического факультета. Председатель Комиссии по истории Византии АН УССР (1931). Депутат Киевского горсовета.
Дружил с А. П. Оглоблиным, вместе с которым подготовил ряд статей, направленных против «великодержавного шовинизма и местного национализма».
18 марта 1938 г. арестован по обвинению в антисоветской деятельности. Во время его заключения у него родилась дочь (третий ребёнок), которая вскоре умерла от голода, так как семья лишилась источников к существованию. Об обстоятельствах его ареста писал в книге «Большой террор» Роберт Конквест: «…После сурового допроса, который вели 13 следователей в течение 50 дней, его объявили одним из заговорщиков, замышлявших покушение на жизнь Косиора. После падения Косиора это обвинение было снято как с него, так и со многих других и заменено… шпионажем в пользу Японии».
В 1927—1938 гг. был осведомителем НКВД, благодаря чему получил в 1939 году освобождение. Ему было возвращено профессорское звание и должность заведующего кафедрой.
Во время оккупации Киева заведовал отделом народного образования в городской управе, которую короткое время возглавлял его друг А. П. Оглоблин; одним из его заместителей был известный скульптор и кинорежиссёр И. П. Кавалеридзе. Позднее — ректор Киевского университета, который в годы оккупации фактически не функционировал.
После ареста редакции газеты «Украинское слово» во главе с И. Рогачом стал редактором газеты, которая была переименована в «Новое украинское слово», также сотрудничал с газетой «Последние новости», которую редактировал Л. Дудин. Новую линию газеты высоко оценил рейхскомиссар Украины Э. Кох, который отметил, что газета «по собственной инициативе поддерживает новое содружество европейских народов и отвергает ошибочную националистическую идеологию», и посетовал, что такая линия не встречает понимания среди населения. По воспоминаниям литературоведа Якубского, Штеппа был настолько напуган арестом прежней редколлегии, что тональность всех статей при нём свелась к двум характерным для периодических изданий на оккупированной территории СССР в годы Великой Отечественной войны темам — антисоветской и антисемитской.
Зарубежные украинские историки оценивают взгляды Штеппы как «имперско-российские»; так это было или не так, но процесс «украинизации» на страницах газеты при нём был свёрнут. Много лет спустя в работе «Формула меньшего зла» он оценил Переяславский акт 1654 г. о присоединении Украины к России как «меньшее зло» по сравнению с другими альтернативами. Возможно, именно ввиду таких взглядов после войны прерываются его отношения с А. Оглоблиным (который совершенно не упоминает Штеппу в своей обзорной работе по украинской историографии).
В конце 1941 г. Штеппа подписал обязательство о сотрудничестве с СД и написал ряд доносов, которые в настоящее время хранятся в архиве СБУ.
После отступления немецких войск с Украины — в Берлине. В 1944 г. его семья получила немецкое гражданство. Редактировал журнал для остарбайтеров и власовцев «На досуге», что настроило против него украинские эмигрантские круги.
После войны сотрудничал с изданиями НТС — журналами «Грани» и «Посев», где писал под псевдонимами Громов, Годин, Лагодин и др. В 1950 г. — учредитель и сотрудник Мюнхенского института по изучению истории и культуры СССР. В соавторстве с известным физиком-ядерщиком Ф. Хоутермансом, своим бывшим сокамерником в довоенный период, опубликовал книгу о сталинских репрессиях (Beck, F. and Godin, W. «Russian Purge and the Extraction of Confession», Hurst and Blackett, 1951).
С 1952 г. — в США (поселился в Бруклине, Кингс). Сотрудничал с ЦРУ. Автор исторических исследований «Ежовщина», «Основы сталинизма», «Русские историки и советское государство», «Формула меньшего зла» и др.
После 1921 г. в Нежине женился на Валентине Л. Шепелевой (1902 г. р.). Сын К. Ф. Штеппы, Эразм (1925—2008), в 1944 г. был призван в вермахт как гражданин Германии, попал в советский плен, был приговорён к 20 годам заключения за измену Родине. После освобождения из заключения получил педагогическое образование, преподавал немецкий язык, был переводчиком. Провёл последние годы жизни и скончался в Фридрихсхафене (Германия). Дочь Аглая, в замужестве Горман (30 мая 1924 — 7 марта 2013), работала профессором в колледже; в дальнейшем до конца жизни жила в Галфпорт (Флорида), пригороде Сент-Питерсберга (штат Флорида, США).

## Сочинения
- К. Ф. Штеппа Ежовщина
- Фредерик Бек, Уильям Годин. Русская чистка и получение признаний. Глава VIII «Теории» // Неприкосновенный запас. 2021. № 2.